# Sinem Reyhan Kıroğlu
Sinem Reyhan Kıroğlu (* 28. Februar 1991 in Istanbul) ist eine türkische Schauspielerin.

## Biografie
Kıroğlu wurde am 28. Februar 1991 in Istanbul geboren. Ihr Debüt gab sie 2014 in der Fernsehserie Kaderimin Yazıldığı Gün. Anschließend trat sie 2019 in İçten Sesler Korosu auf. Im selben Jahr war sie in Sen Anlat Karadeniz zu sehen. Zudem wurde Kıroğlu 2021 für die Serie Orta Kafa Aşk gecastet. 2022 bekam sie in dem Film Buğday Tanesi eine Hauptrolle. Seit 2023 spielt sie in Arka Sokaklar mit.

## Filmografie
Filme
- 2022: Buğday Tanesi

Serien
- 2014–2015: Kaderimin Yazıldığı Gün
- 2019: İçten Sesler Korosu
- 2019: Sen Anlat Karadeniz
- 2021: Orta Kafa Aşk
- 2023: Tetikçinin Oğlu
- seit 2023: Arka Sokaklar